# Katarina Patačić
Katarina Patačić (rođena Keglević; Sveti Križ Začretje, 29. kolovoza 1745. – Varaždin, studeni 1811.) bila je hrvatska grofica koja je pisala poeziju.

## Životopis
Katarina Patačić rođena je u hrvatskoj grofovskoj obitelji Keglevića Bužimskih. Kći je grofa Petra VIII. Keglevića i unuka grofa Ivana V. Draškovića.
Udala se za grofa Franju Patačića 13. travnja 1763. godine u Topolovcu. Nakon udaje živjela je uglavnom u Varaždinu.
Patačić je umrla u studenome 1811. godine i pokopana je u kapeli sv. Antuna u Guščerovcu.

## Nasljeđe
Hrvatskoj je književnosti dugo bila nepoznatom, a onda je njezin rad rasvijetlio Joža Skok u djelu Garestinski panopticum (2007.). Iako autorstvo ne može sa sigurnošću biti utvrđeno, pripisuje joj se zbirka ljubavne poezije Peszme horvatszke pisana aristokratskom kajkavštinom. Njezina je zbirka prva izrazito svjetovna pjesmarica kajkavske književnosti. Dunja Fališevac veže ovu zbirku uz pojam rokokoa.
Danas se Katarini Patačić u čast zove književna nagrada koja nosi njezino ime, a dodjeljuje se za najbolju knjigu godine pisanu kajkavskim narječjem hrvatskoga jezika.

## Vanjske poveznice
- Patačić, Katarina enciklopedija.hr
- Pesme horvatske, digitalna.nsk.hr
- Vanja Budišćak, Pesme horvatske Katarine Patačić: Rokoko “na domače” // Kaj: časopis za književnost, umjetnost i kulturu, sv. 46 (226), br. 4-5 (323 - 324), 2013. str. 39. – 65., (Hrčak)